# Niphargus abricossovi
Niphargus abricossovi is een vlokreeftensoort uit de familie van de Niphargidae. De wetenschappelijke naam van de soort is voor het eerst geldig gepubliceerd in 1932 door Birstein.